# Müşfiq Hüseynov
Müşfiq Hüseynov (14 febbraio 1970) è un ex calciatore azero, di ruolo attaccante.

## Carriera

### Club
Dopo aver giocato nella terza serie del campionato sovietico con il Qarabağ, gioca con il Smena-Saturn St. Peterburg nella terza serie del neonato campionato russo per poi giocare, fino al 1999, nuovamente al Qarabağ stavolta nella massima serie azera.

### Nazionale
Ha giocato 2 partite con la Nazionale azera: l'esordio è avvenuto nel 1994 mentre la seconda partita l'ha giocata l'anno dopo.